# W89 (核彈頭)

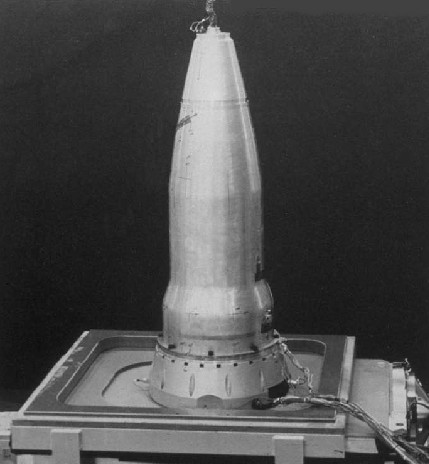
W89核彈頭

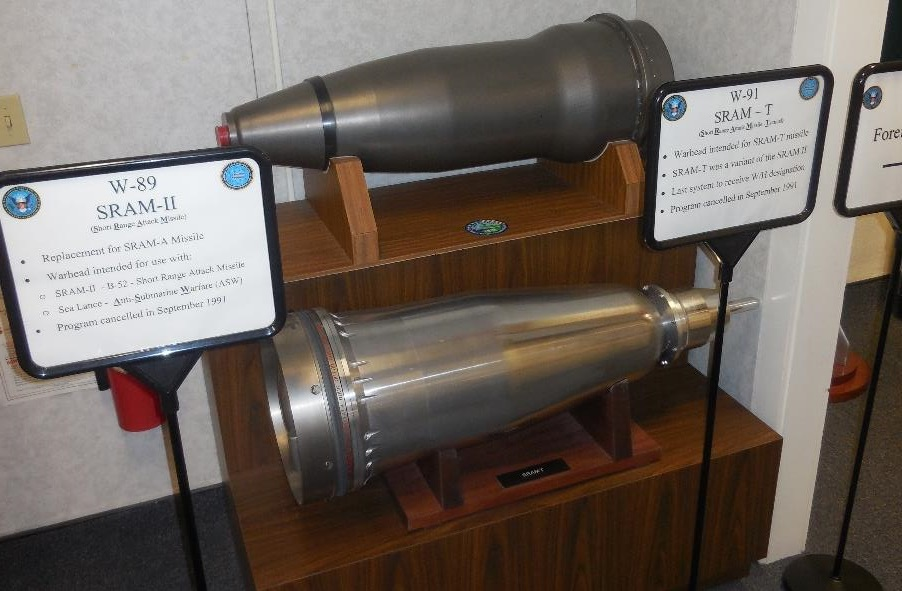
W89核彈頭(頂部)

W89是美國的一款熱核彈頭，設計用於AGM-131 II型空對地導彈和UUM-125海矛（英語：UUM-125 Sea Lance）反潛艇導彈。
1980 年代中期，W89的設計被交予勞倫斯利佛摩國家實驗室進行。它在1986年11月進入了第2A技術精確和成本研究階段。它在1988年1月進入了第3研發工程階段和獲分發W89這個名稱。
W89的設計直徑為13.3英寸（33.8），長40.8英寸（103.6），重324英磅（147），爆炸當量為20萬噸。
W89於1991年9月連同SRAM II導彈一起被取消，儘管之前可能已經製造了一些測試設備。

## 重用鈈彈芯
據一位消息人士稱，W89核彈頭的鈈核芯（技術上被稱為彈芯），計劃重複使用現有的W68彈芯，這些彈芯在當時是多餘的。

## 可靠替換彈頭連接
勞倫斯利佛摩國家實驗室的工程師在之前的新聞報導中暗示，他們正在準備的可靠替換彈頭（英語：Reliable Replacement Warhead，RRW）設計可能是基於W89核彈頭設計。在2007年3月2日，美國能源部美國國家核安全局宣佈，勞倫斯利佛摩國家實驗室的可靠替換彈頭設計已被選為初始的可靠替換彈頭的生產版本。
其中一個選擇勞倫斯利佛摩國家實驗室提出的設計的原因是，其設計與在歷史上曾經進行過地下核試驗的彈頭的設計更緊密地聯繫在一起。美國國家核安全局代理負責人托馬斯·P·達戈斯蒂諾（Thomas P. D'Agostino）將其形容為「基於1980年代的核試驗，但從未投入使用的設計」。
勞倫斯利佛摩國家實驗室的員工此前曾在媒體上暗示，勞倫斯利佛摩國家實驗室正在考慮基於經過核試驗但從未部署的W89核彈頭設計條目。早在1991年，已經有人提議以W89作為W88的替代品。W89已經裝備了當時所有的安全功能，包括低敏感性高爆炸彈（英語：insensitive high explosives），耐火彈芯（英語：fire-resistant pits），進階雷管安全系統（英語：advanced detonator safety systems）等。據稱，W89使用來自早期W68核武器計劃的回收彈芯，並重新塗上釩為彈頭提供高温耐性。W89核彈頭在1980年代進行試驗。

## 外部連結
- University of California 1989 nuclear weapons labs status report （页面存档备份，存于）
- Allbombs.html at the Nuclear Weapon Archive at nuclearweaponarchive.org